# Amos Kollek
Amos Kollek (hebräisch עמוס קולק; * 1947 in Jerusalem) ist ein israelischer Filmregisseur und Schriftsteller.

## Leben und Wirken
Bevor Amos Kollek zum Film kam, war er schon ein arrivierter Schriftsteller, der sich nicht nur engagiert mit den Gegenwartsproblemen Israels auseinandersetzt, sondern auch, gemeinsam mit Teddy Kollek, seinem Vater und langjährigem Bürgermeister von Jerusalem, dessen Autobiographie verfasste, die auch auf Deutsch vorliegt. Kollek, der einer der bekanntesten und angesehensten Independent-Filmemacher ist, wurde vor allem durch seine in New York – seiner zweiten Heimat – angesiedelten Filme bekannt: Sue – Eine Frau in New York, Bridget, Fiona, Fast Food, Fast Women, Death Strip. Diese „Frauenporträts voll grausamen, schmerzhaften, dabei stets auch poetisch-melancholischen Realismus“ mit Anna Thomson in den jeweiligen Hauptrollen, haben ihn, der oft mit Éric Rohmer verglichen wird, besonders in Europa, zu großem Erfolg bei Kritik und Publikum verholfen. Darüber hinaus drehte Kollek aber auch Filme wie Für immer: Lulu, mit Hanna Schygulla, Alec Baldwin und Debbie Harry, den Politthriller Drei Wochen in Jerusalem mit Faye Dunaway und war selber als Hauptdarsteller in der Produktion Don’t ask me if I love zu sehen.

## Filmografie

### Regie
- 1985: Goodbye, New York
- 1986: Für immer Lulu (Forever, Lulu)
- 1989: Death Strip (High Stakes)
- 1992: Drei Wochen in Jerusalem (Lahav Hatzui)
- 1994: Huren (Whore 2)
- 1995: Teddy Kollek (Dokumentarfilm)
- 1997: Sue – Eine Frau in New York (Sue)
- 1998: Fiona
- 2000: Fast Food, Fast Women
- 2001: Queenie in Love
- 2001: Bitterer Ruhm (A Bitter Glory, Dokumentarfilm)
- 2002: Bridget
- 2002: Angela (Kurzfilm)
- 2003: Happy End (Nowhere to Go But Up)
- 2003: Music (Kurzfilm)
- 2007: Rastlos (Restless)
- 2008: LL
- 2011: Chronik einer Krise (Chronica shel mashber, Dokumentarfilm)
- 2012: The Sumo Wrestler

### Drehbuch
- 1986: Für immer Lulu (Forever, Lulu)
- 1989: Death Strip (High Stakes)
- 1992: Drei Wochen in Jerusalem (Lahav Hatzui)
- 1994: Huren (Whore 2)
- 1995: Teddy Kollek (Dokumentarfilm)
- 1997: Sue – Eine Frau in New York (Sue)
- 1998: Fiona
- 2000: Fast Food, Fast Women
- 2001: Queenie in Love
- 2001: Bitterer Ruhm (A Bitter Glory, Dokumentarfilm)
- 2002: Bridget
- 2002: Angela (Kurzfilm)
- 2003: Happy End (Nowhere to Go But Up)
- 2003: Music (Kurzfilm)
- 2007: Rastlos (Restless)
- 2008: LL
- 2012: The Sumo Wrestler

## Bücher (Auswahl)
- Nach Liebe fragt ihr nicht. 1972, ISBN 3-431-01492-5 (Originaltitel: Don’t Ask Me If I Love. Originalausgabe: 1971).
- After They Hang Him (1977)
- Tishali Im Ani Ohev [script for Barbara Noble Tishali Im Ani Ohev („Worlds Apart“) movie] (1980)
- ha-Tapuah, ha-shir, veha-zahav (1980)
- mit Teddy Kollek: Ein Leben für Jerusalem. Fischer, Frankfurt am Main 1992, ISBN 3-596-12850-1.
- Parallele Leben. 2014, ISBN 978-3-10-041109-9.

## Auszeichnungen
- 1998: Internationale Filmfestspiele Berlin, FIPRESCI-Preis (Panorama) für Sue – Eine Frau in New York
- 2000: Internationale Filmfestspiele von Cannes, Prize of the Ecumenical Jury für Fast Food, Fast Women
- 2018: Moses Mendelssohn Medaille, zusammen mit seiner Schwester Osnat Kollek